# Pamela Nimmo
Pamela Nimmo (* 23. August 1977 in Edinburgh) ist eine ehemalige schottische Squashspielerin.

## Karriere
Pamela Nimmo begann 1998 ihre professionelle Karriere auf der WSA World Tour und gewann zwei Titel bei insgesamt sechs Finalteilnahmen. Ihre beste Platzierung in der Weltrangliste erreichte sie mit Rang 14 im Oktober 2002.
Mit der schottischen Nationalmannschaft nahm sie 1996, 1998, 2000 und 2002 an der Weltmeisterschaft teil. 2002 wurde sie mit der Nationalmannschaft nach einer Finalniederlage gegen England Vizeeuropameister. Sie vertrat Schottland außerdem 1999 beim WSF World Cup, wo sie mit John White und Martin Heath das Finale erreichte. In diesem unterlagen sie England ohne Spielgewinn. Außerdem gehörte sie zum schottischen Aufgebot bei den Commonwealth Games 2002. Im Einzel scheiterte sie im Achtelfinale, im Mixed kam sie mit Martin Heath nicht über die Gruppenphase hinaus.
Zwischen 1998 und 2006 stand Pamela Nimmo neunmal in Folge im Hauptfeld der Einzelweltmeisterschaft. 2000 und 2001 erreichte sie jeweils das Achtelfinale. Bei der Europameisterschaft 2005 erreichte sie das Halbfinale, in dem sie Linda Elriani in drei Sätzen unterlag. Zwischen 1998 und 2005 wurde sie insgesamt fünfmal schottische Meisterin.
Nach der Weltmeisterschaft 2006 beendete sie ihre Karriere.

## Erfolge
- Vizeeuropameisterin mit der Mannschaft: 2002
- Gewonnene WSA-Titel: 2
- Schottische Meisterin: 5 Titel (1998–2000, 2004, 2005)